# Traite des êtres humains au Burkina Faso
Le Burkina Faso est un pays d'origine, de transit et de destination pour les personnes, principalement des enfants, victimes de la traite des personnes, en particulier du travail forcé et de la prostitution forcée.
Le gouvernement du Burkina Faso a fourni des données du ministère de l'Action sociale montrant qu'en 2009, les forces de sécurité et les comités régionaux de surveillance de la traite des êtres humains ont intercepté 788 enfants burkinabés et étrangers, dont 619 garçons, destinés à être exploités dans d'autres pays, principalement en Côte d'Ivoire, au Mali et au Niger.
Les enfants victimes de traite qui restent au Burkina Faso se trouvent généralement dans les grandes villes telles que Ouagadougou, Bobo-Dioulasso, Nouna et Houndé. Les enfants victimes sont confrontés à des conditions de travail ou de services forcés en tant qu'ouvriers dans les plantations et les mines, travailleurs dans les exploitations de cacao, domestiques, mendiants recrutés comme élèves par des écoles coraniques non accréditées, ou captifs dans le commerce de la prostitution. Dans une moindre mesure, les trafiquants recrutent des femmes burkinabées pour une exploitation sexuelle commerciale non consensuelle en Europe. Des femmes originaires de pays voisins comme le Nigeria, le Togo, le Bénin et le Niger émigrent au Burkina Faso en promettant un travail respectable, mais sont soumises au travail forcé dans des bars ou à la prostitution forcée.
Le gouvernement du Burkina Faso ne respecte pas entièrement les normes minimales pour l'élimination de la traite, mais il fait des efforts importants dans ce sens, malgré des ressources limitées. Le nombre d'enfants victimes interceptés en 2009 dépasse de 100 le taux déjà élevé enregistré au cours de la période précédente. Cependant, les inondations massives de septembre 2009 ont détruit de nombreux dossiers et systèmes informatiques contenant des données sur les enquêtes et les poursuites relatives à la traite des êtres humains au cours de l'année. Les années précédentes, le gouvernement avait consciencieusement communiqué ces informations. Les efforts de protection et d'assistance aux victimes se sont poursuivis dans la mesure où les ressources limitées du pays le permettaient.
Le Bureau du département d'État américain chargé de surveiller et de combattre la traite des personnes a placé le pays sur la "liste de surveillance de niveau 2" en 2017.

## Poursuites judiciaires
L'efficacité des efforts du gouvernement en matière d'application de la loi contre la traite en 2009 a été difficile à évaluer en raison d'une catastrophe naturelle qui a détruit les dossiers pertinents. La loi anti-traite du Burkina Faso de mai 2008 interdit toutes les formes de traite et prévoit des peines maximales pour les personnes reconnues coupables pouvant aller jusqu'à 20 ans d'emprisonnement ou la prison à vie ; ces peines sont suffisamment strictes et correspondent aux peines prescrites pour d'autres infractions graves, telles que le viol. Le gouvernement n'a pas indiqué si les poursuites engagées avec succès en 2009 avaient abouti à des peines significativement plus longues que celles prononcées à l'encontre des personnes condamnées au cours des périodes de référence précédentes. Le gouvernement a affirmé avoir enquêté et poursuivi un certain nombre de trafiquants présumés en 2009 ; les dossiers informatisés et sur papier de la police et des tribunaux concernant ces affaires ont ensuite été perdus lors des inondations de septembre 2009. Il n'y avait aucune preuve de la complicité des responsables gouvernementaux dans la traite, bien que certains agents corrompus des forces de l'ordre puissent avoir facilité des activités liées à la traite.

## Protection
Le gouvernement n'est pas en mesure de fournir de nombreux services directement aux victimes de la traite. En 2009, cependant, le ministère de l'Action sociale, en collaboration avec les forces de sécurité et les comités régionaux de lutte contre la traite, a identifié et orienté 788 enfants victimes vers l'un des 23 centres de transit financés conjointement par le gouvernement et l'UNICEF. Le gouvernement a également fourni environ 85 000 dollars pour le soutien et les frais de scolarité de 50 orphelinats et crèches où le risque de trafic d'enfants était important - un engagement inhabituel de la part d'un gouvernement aux ressources limitées. Afin d'aider les victimes étrangères à retourner rapidement dans leur pays d'origine, le gouvernement a traité leurs documents de voyage et a collaboré avec des ONG pour garantir un retour en toute sécurité. La loi burkinabè permet à une victime d'intenter une action en justice contre les auteurs de la traite, mais les agences officielles n'ont signalé aucun cas de ce type en 2009, ni aucun cas où des victimes ont participé à la poursuite de personnes soupçonnées d'avoir commis des infractions. Le gouvernement n'offre pas d'alternatives légales au renvoi des victimes étrangères vers des pays où elles risquent de subir des difficultés ou des représailles. Les ressortissants des États de la CEDEAO, y compris les victimes de la traite, peuvent toutefois résider et travailler légalement au Burkina Faso.
Le gouvernement a fait des efforts pour sensibiliser les agents chargés de l'application de la loi aux problèmes de la traite des enfants au cours de la période couverte par le rapport, mais n'a pas développé de programmes officiels pour former les agents à l'identification des victimes. La prévalence du trafic d'enfants dans le pays est bien connue, mais les fonctionnaires et les citoyens ont des difficultés à faire la distinction entre les enfants qui migrent volontairement pour travailler et ceux qui sont victimes de trafic.

## La prévention
Des partenariats solides avec des ONG et des organisations internationales ont permis au gouvernement burkinabé de soutenir des campagnes nationales d'information et d'éducation sur la lutte contre la traite des êtres humains au cours de l'année écoulée. Les partenaires locaux et internationaux ont soutenu des ateliers et des séminaires axés sur la traite des enfants, et les médias gouvernementaux et privés ont diffusé des émissions de radio et de télévision qui ont touché environ 600 000 personnes. Le gouvernement a distribué des milliers de brochures décrivant le plan d'action national de lutte contre la traite des êtres humains, mais n'a pas été en mesure de le mettre en œuvre. Le maire de Ouagadougou a pris quelques mesures pour réduire la demande d'actes sexuels tarifés en fermant 37 maisons closes dans la capitale en 2009. Le gouvernement a dispensé aux militaires burkinabés une formation sur les droits de l'homme et la traite des êtres humains avant leur déploiement à l'étranger en tant que forces internationales de maintien de la paix.